# Åke Jönsson
Pour les articles homonymes, voir Jönsson.
Åke Jönsson, né le 26 juin 1925 et mort le 18 décembre 1998, est un footballeur international suédois. Il évoluait au poste de milieu.

## Biographie

### En club
Åke Jönsson est joueur de Helsingborgs IF de 1943 à 1958,.

### En équipe nationale
International suédois, il reçoit 11 sélections pour un but marqué en équipe de Suède entre 1951 et 1957,.
Son premier match en sélection a lieu le 29 juin 1951 contre l'Islande (défaite 3-4 à Reykjavik) en match amical. Il inscrit son seul et unique but en équipe nationale à cette occasion.
Il fait partie du groupe suédois médaillé de bronze aux Jeux olympiques de 1952 mais ne dispute aucun match durant le tournoi.
Son dernier match en sélection a lieu le 5 mai 1957 contre l'Autriche (défaite 0-1 à Vienne) en amical.

## Palmarès

### En sélection
Suède
- Jeux olympiques :
  -  Bronze : 1952.

- Championnat nordique (2) : 
  - Vainqueur : 1948 – 1951 et 1952 – 1955.